# Yumi Yoshimura
Yumi Yoshimura (吉村由美, Yoshimura Yumi) (Neyagawa, 30 de Janeiro de 1975) é uma cantora de J-rock. Ao lado de Ami Onuki elas formam a banda PUFFY, formada em 1996 pela gravadora Sony Music.

## Início de vida e carreira
Ela nasceu em Neyagawa, Osaka, no Japão, em 1975. Ela soube que havia uma procura por futuros talentos em Tóquio. Ela conseguiu passar com sucesso e foi colocada com Ami Onuki para formar o grupo Puffy.

## Vida pessoal

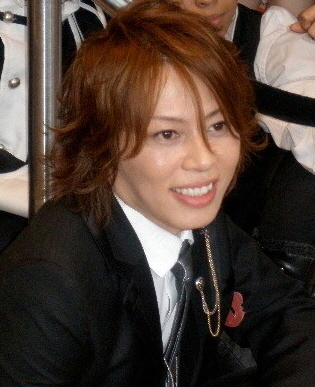
T.M. Revolution @ Kinokuniya Bookstore NYC - 2008 - 10 (cropped).

De 1999 a 2002, ela foi casada com o cantor Takanori Nishikawa (mais conhecido por T.M. Revolution). Depois que a mídia japonesa acusou Yoshimura de ter um caso, Nishikawa solicitou o divórcio. Yoshimura voltou a se casar com um amigo e empresário de longa data em 31 de dezembro de 2009. Em 1º de agosto de 2012, Yoshimura deu à luz um menino. No entanto, ela e o empresário sem nome se divorciaram em 31 de dezembro de 2013, em seu quarto aniversário de casamento.
Entre fevereiro e abril de 2003, ela morou em Los Angeles, Califórnia, e foi à escola para aprender a língua inglesa. Yumi fala japonês, um pouco de inglês, um pouco de espanhol e um pouco de francês. Ela também fala um pouco de húngaro e português no início de Hi Hi Puffy AmiYumi.
Ela hospedou o talk-show Pa-Pa-Pa-Pa-Puffy ao lado de Ami Onuki no Japão, que foi exibido de 1999 a 2002. Em 19 de novembro de 2004, o show de PUFFY, Hi Hi Puffy AmiYumi, começou a ser exibido na Cartoon Network nos Estados Unidos. Já teve vários tipos de cabelos, como loiro e curto, roxo, enrolado, liso, azul entre outros.
Ela estrelou como Dendou-Jitensha no filme de 2002 Mohou-han (Copycat Killer). Ela também atuou como Ryoko Tajima no filme de 2004 "Inu to arukeba: Chirori to Tamura (Walking the Dog)" e como Nozomi Akai no filme de terror The Neighbor No. 13 (Rinjin 13-gô), que foi lançado em 2005.